# Grigore Arbore
Grigore Popescu (cunoscut ca Grigore Arbore; n. 11 iunie 1943, Pietroșița, România) este un poet, istoric de artă și publicist român. A început să folosească pseudonimul Grigore Arbore din octombrie 1960.

## Date biografice

### Educație
A urmat studii de istoria antică și arheologie la Cluj și București și a absolvit Universitatea din București cu licența în istorie antică și arheologie în 1965. În 1970 a obținut a doua licență la Institutul de Artă Plastică „Nicolae Grigorescu” din București.
În 1980, și-a luat doctoratul în filologie la Universitatea din București, sub coordonarea lui Alexandru Piru. În 1991 a obținut diplomă de licență, specializarea litere, la Universitatea din Pisa, apoi, tot aici, un doctorat în istoria criticii de artă, cu Magna cum laude, în urma specializării de doi ani la Scuola Normale Superiore din Pisa (1973-1975).

### Activitate
Începând cu anul 1966, a lucrat ca redactor șef de secție la revistele Luceafărul și Amfiteatru, la ziarele Scînteia și Scînteia tineretului.
Debutul literar a avut loc în 1963, în revista Luceafărul, iar debutul editorial în 1967, cu volumul Exodul. Pe lângă volumele de versuri, a publicat în 1975 Futurismul, primul studiu apărut în România despre acest curent artistic. Împreună cu soția sa, Smaranda Roșu, critic și istoric de artă, a publicat două cărți: Jean-Philippe Minguet - Estetica rococoului în 1973 și André Chastel - Artă și umanism la Florența lui Lorenzo de Medici în 1981.

## Scrieri

### Beletristică
- 1967: Exodul
- 1969: Cenușa
- 1972: Auguralia

- 1974: Poeme
- 1976: Averse
- 1982: Retrageri
- 1984: Din toate părțile

### Istoria artei și culturii
- 1973: Jean-Philippe Minguet - Estetica rococoului
- 1975: Futurismul
- 1976: Cetatea ideală a Renașterii: studiu asupra morfologiei formelor urbane
- 1981: André Chastel - Artă și umanism la Florența lui Lorenzo de Medici
- 1984: Forma ca viziune. Considerații asupra barocului
- 1987: Paul Vasilescu

## Aprecieri
- 1982: Cavaler al Ordinului de Merit al Republicii Italiene
- 2003: Cavaler al Ordinului Serviciu Credincios al României
- 2014: Doctor Honoris Causa al Universității Babeș-Bolyai din Cluj-Napoca / România.[2]